# Альтгорнбах
Альтгорнбах (нім. Althornbach) — громада в Німеччині, розташована в землі Рейнланд-Пфальц. Входить до складу району Південно-Західний Пфальц. Складова частина об'єднання громад Цвайбрюккен-Ланд.
Площа — 5,59 км2. Населення становить 673 ос. (станом на 31 грудня 2020).

## Галерея

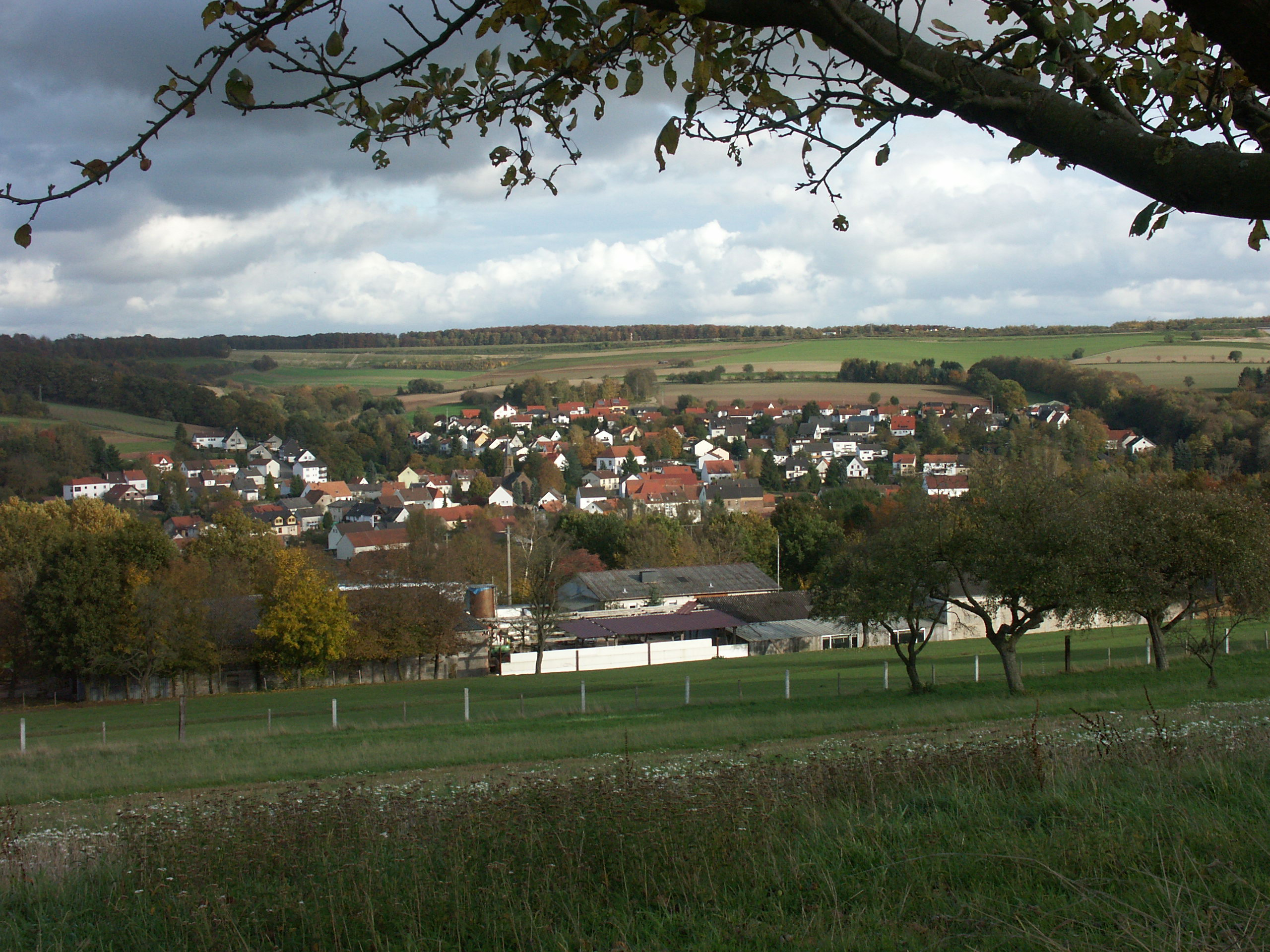
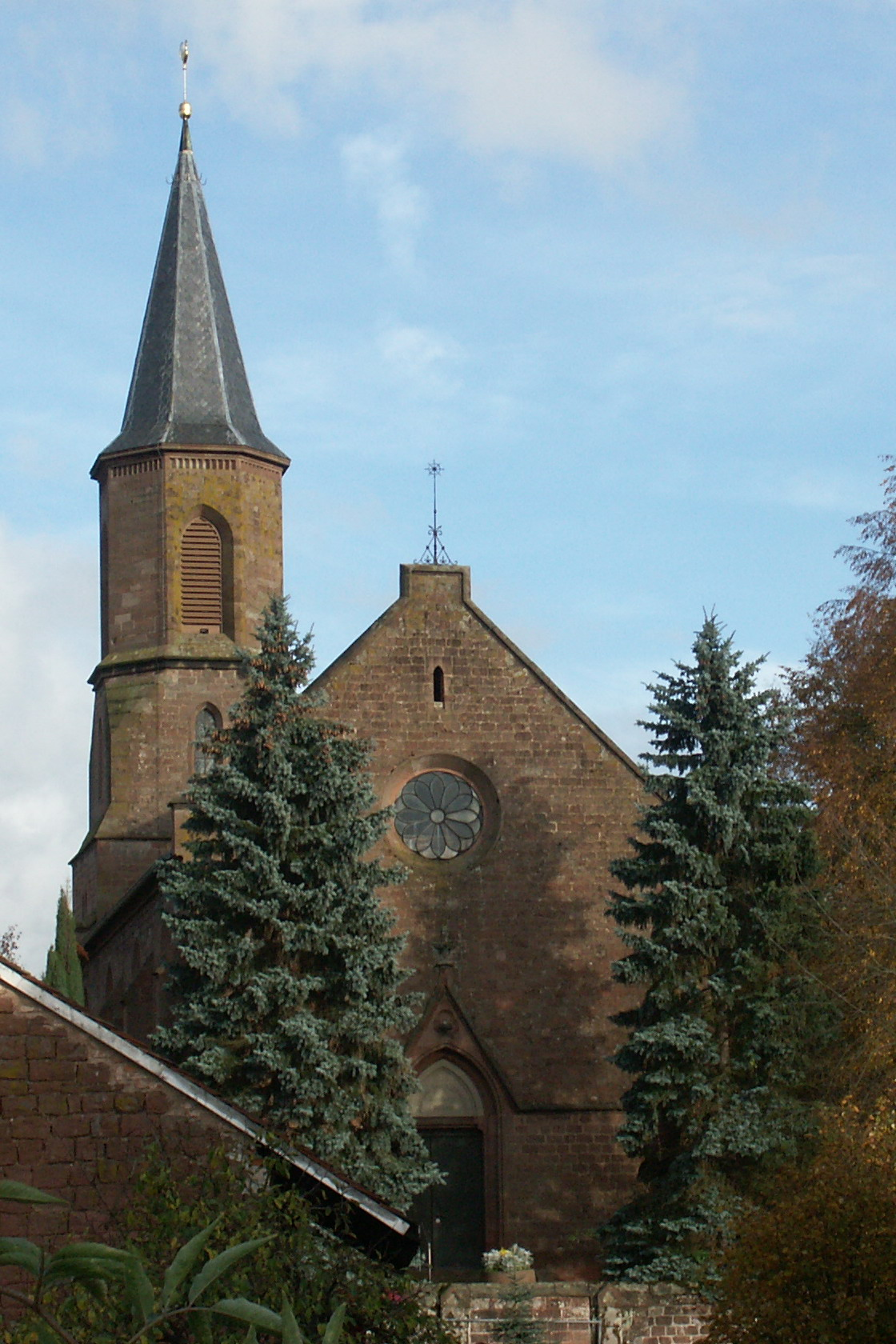